# SG 신성건설
에스지신성건설 주식회사는 대한민국의 건설 회사로서, 모태인 신성전기기업사로 1952년에 설립되었다. 대한민국 시공능력평가 기준으로 41위이다. 2008년 11월 12일 법정관리에 신청된 후 약 5년 동안의 회생절차를 걸쳐 2013년 7월에 연합자산관리(UAMCO)에 인수되었다가 2014년 SG세계물산의 모태인 SG그룹에 인수되어 6월 24일에 현재의 명칭으로 변경되었다.

## 연혁
- 1952년 8월 15일: 신성전기기업사 설립
- 1957년 3월 16일: 신성공업주식회사 법인전환
- 1968년 3월 27일: 건설업 면허 취득
- 1968년 6월 22일: 신성상가 주식회사 설립 (신성개발의 모태)
- 1976년 3월 8일: 자본금 10억원으로 증자
- 1976년 3월 24일: 주식 상장 (발행 주식 200만주)
- 1976년 9월 10일: 해외건설업 면허 취득(일반공사업, 특수공사업)
- 1977년 8월 27일: 소방설비공사업 면허 취득
- 1978년 1월 17일: 사우디 현지법인 `Saudi Shinsung Corp.' 설립
- 1978년 10월 16일: 본사 사옥을 강남구 역삼동으로 이전
- 1979년 11월 10일: 전기통신공사업 면허 취득
- 1980년 6월 11일: 해외건설업 면허 취득(특수공사업, 전기, 전기통신공사업)
- 1980년 10월 21일: 건설업 면허 취득(철강재 설치공사업)
- 1981년 2월 27일: 상호를 ㈜신성으로 사명 변경
- 1985년 1월 7일: 전문기술용역업 면허 취득
- 1986년 8월 27일: 도시가스 시공자 등록
- 1987년 8월 25일: 쓰레기처리시설, 오수정화처리시설 설계 시공업
- 1988년 1월 29일: 미국 현지법인 `Unicon Trading Corp.' 설립
- 1990년 4월 19일: 신성관광 주식회사 설립
- 1991년 1월 9일: 주식회사 신성엔지니어링 설립
- 1997년 3월 14일: 자본금 476억 465만 5천원으로 증자(발행주식 9,520,931주)
- 1997년 10월 17일: 산업설비공사업 면허 취득
- 2002년 1월 7일: 미소지움 (MISOZIUM) 상표등록 출원
- 2003년 3월 21일: 상호를 신성건설 주식회사로 사명 변경
- 2005년 12월 16일: 아랍에미레이트국 두바이지점 설치
- 2006년 12월 20일: 신성중동유한회사 (Shinsung Middle East Co. Ltd. , Dubai) 설립
- 2007년 7월 11일: 들보용 SCP합성거더 특허 취득
- 2007년 9월 18일: 가나국 테마지점 설치
- 2008년 12월 12일: 회생절차 개시 결정 (서울중앙지방법원)
- 2009년 12월 22일: 회생계획 인가 결정 (서울중앙지방법원)
- 2010년 12월 10일: 본사 이전(강남구 도곡동 553-3)
- 2011년 3월 9일: 본사 이전(강남구 역삼동 834-34)
- 2013년 7월 10일: 최대주주 변경 (유암코)
- 2013년 10월 4일: 회생절차 종결
- 2013년 11월 25일: 본사 이전 (구로구 디지털로26길 61, 1001호, 에이스하이엔드타워 2차)
- 2014년 6월 24일: SG신성건설주식회사로 상호 변경
- 2014년 9월 16일: 본사 이전 (금천구 가산디지털2로 45, A동 309호, 가산동 마이크로오피스)
- 2018년 5월 23일: 본사 이전 (금천구 디지털로10길 35, 3층)

## 해외 지점
- 중국: 베이징 지점
- 필리핀: 마닐라 지점
- 아랍에미리트: 두바이 지점
- 사우디아라비아: 리야드 지점
- 가나[2]

## 관계 회사
- 신성개발
- 수동컨트리클럽
- 사우디신성
- 한국미디어제작사연합
- 유로넥스트
- 부평C&A
- 신성중동유한회사

## 미소지움
미소지움은 순 우리말인 미소짓다의 《미소진》과 공간, 집, 대형경기장을 의미하는 영문형 어미인 -UM 이 합쳐진 《SG 신성건설주식회사》의 브랜드 이름이다.

## 법정관리
중견 건설업체인 신성건설이 2008년 11월 12일, 법정관리에 신청되어 건설업체들의 줄도산이 우려될 것으로 보이고 있다. 서울중앙지방법원에 따르면, 기업 회생절차에 수순을 밟기로 결정되었다. 대한민국에서 건설시공능력 평가기준으로 50위권 안에 든 건설회사가 부도 위기에 몰려 두 손을 들기는 외환위기 이후 처음이다. 이후 약 5년 동안의 노력 끝에 2013년 10월 4일, 회생절차가 종결되었다.